# Paradoxe de l'eau et du diamant
Le paradoxe de l'eau et du diamant est un paradoxe économique qui naît de la théorie classique de la valeur. Il a été énoncé par Adam Smith dans les Recherches sur la nature et les causes de la richesse des nations.
Les différentes réponses qui y ont été apportées illustrent différentes approches en économie, notamment entre celles qui défendent une conception objective de la valeur, et celles qui défendent une conception subjective.

## Origine
En tant que penseur issu de l'école classique, Adam Smith explore dans un premier temps une théorie de la valeur qui se base sur l'utilité du bien. Il se confronte alors à un paradoxe évident : l'eau est le bien le plus utile, mais ne vaut rien, là où le diamant n'a aucune utilité, mais une valeur élevée (« il n'y a rien de plus utile que l'eau, mais elle ne peut presque rien acheter ; à peine y a-t-il moyen de rien avoir en échange. Un diamant, au contraire, n'a presque aucune valeur quant à l'usage, mais on trouvera fréquemment à l'échanger contre une très grande quantité d'autres marchandises »).
Ce paradoxe provoque un vif débat entre économistes tout au long du XIXe siècle. Il illustre la distinction entre valeur d'échange et valeur d'usage.

## Réponses

### Valeur-travail
Afin de répondre au paradoxe, Adam Smith propose une nouvelle théorie de la valeur : celle de la valeur-travail. C'est le travail nécessaire à la création de chaque bien qui lui donnerait sa valeur. Mais l'hypothèse reste imparfaite : les émeraudes, qui sont plus rares que les diamants et demandent plus d'efforts pour être extraites, sont moins chères que ceux-ci. 
Aussi, l'explication de Smith découle de la supposition que la valeur d'un bien est constante, ce qui peut être dramatiquement faux : on sait par exemple que dans des contrées himalayennes, on échangeait du sel (qui y était rare et indispensable) contre des saphirs, poids pour poids, alors que le saphir nous semble infiniment plus précieux. La valeur dépend donc des circonstances, et pas seulement des qualités intrinsèques du bien.

### Valeur marginale
William Jevons se sert du paradoxe pour définir la notion d'utilité marginale d'un bien. L'eau a un coût de production bien plus faible que le diamant mais la valeur d’échange résulte de la disponibilité d'un bien en un endroit donné ou en un temps donné et de son utilité. Une fois le premier verre consommé, l'utilité marginale de l'eau, très importante lorsqu’on a soif, décroît nettement si bien que le dernier verre n'a presque plus de valeur. À l'inverse l’utilité marginale du diamant (prestige social, thésaurisation…) décroît beaucoup plus lentement.
Carl Menger, de l'école autrichienne, aboutit à une réponse similaire. L'eau est disponible, normalement, en très grande quantité : la valeur de l'eau est faible parce qu'en étant privé d'un verre d'eau, nous pourrions trouver de l'eau en grande quantité ailleurs. En revanche, la perte d'un diamant contraindrait l'individu à renoncer à satisfaire certains besoins.

### Fixation du prix par l'offre et la demande
Vilfredo Pareto finit par répondre au paradoxe en mobilisant l'offre et la demande. Selon lui, « le prix ou la valeur d'échange est déterminé en même temps que l'équilibre économique, et celui-ci naît de l'opposition entre les goûts et les obstacles » (Manuel d'économie politique, 1906). Il reprend alors une idée déjà avancée par Anne Robert Turgot, selon laquelle « la valeur n'a d'autre mesure que le besoin ou le désir des contractants balancé de part et d'autre, et n'est fixée que par l'accord de leur volonté » (Réflexion sur la formation et la redistribution des richesses, 1766).
Un bien peut avoir une valeur d'usage différente selon les goûts et les circonstances, mais seule sa valeur d'échange, c'est-à-dire son prix, est observable.